# 原州ジャンクション
原州ジャンクション（ウォンジュジャンクション）は大韓民国江原特別自治道原州市にある嶺東高速道路（50号線）と広州原州高速道路（52号線）のジャンクションである。

## 接続する路線

### 仁川・江陵方面
- 嶺東高速道路（27番）

### 広州方面
- 広州原州高速道路（10番）

## 隣
嶺東高速道路
(26) 万鍾JCT - (27) 原州JCT - (28) 原州IC
広州原州高速道路
(9) 新坪JCT - (10) 原州JCT